# Schwarze Nylons – Heiße Nächte
Schwarze Nylons – heiße Nächte ist ein deutscher Spielfilm der Regisseure Alfred Braun und Erwin Marno aus dem Jahr 1958. Die Hauptrollen waren mit Peter van Eyck, Susanne Cramer und Horst Frank besetzt worden. Das Drehbuch verfasste der Regisseur zusammen mit Hanns H. Fischer. In der Bundesrepublik Deutschland kam der Film zum ersten Mal am 30. Oktober 1958 in die Kinos.

## Handlung
Frau Bechtel bittet den Chefredakteur einer Illustrierten, ihr bei der Suche nach ihrer Tochter Cilly zu helfen. Das Mädchen sei gerade auf Tournee mit der Tanzgruppe „Seven Blue Stars“. Cillys letztes Lebenszeichen habe sie aus Marseille erhalten, aber dies sei schon zwei Wochen her. Daraufhin beauftragt der Chefredakteur seinen Reporter Heinz Wöhler, der gerade seinen Urlaub an der Riviera verbringt, das Mädchen aufzuspüren. Wöhler gelingt dies zwar, aber die Gesuchte ist bereits tot. Angeblich hat sie sich ins Hafenbecken gestürzt und Selbstmord begangen. In der Spelunke „Zum Schwarzen Hai“ kursiert jedoch das Gerücht, Cilly sei ermordet worden.
Sabri, der zwielichtige Chef der Tanzgruppe, hat seine Mädchen mit schönen Versprechungen angelockt, ihnen aber bald die Pässe abgenommen. Jetzt speist er sie mit einem Taschengeld ab. Als Cilly misstrauisch geworden war und hinter die dunklen Machenschaften ihres Chefs kam, ließ dieser sie kaltstellen, damit sie ihre Kolleginnen nicht warnen konnte.
Inzwischen sind die „Seven Blue Stars“, die nur noch zu sechst sind, in Tanger eingetroffen, um im exklusiven „Alhambra“ betuchten Kunden dienlich zu sein. Auch Heinz Wöhler taucht bald in diesem Lokal auf. Weil der jedoch von Sabri für einen Polizeispitzel gehalten wird, lässt ihn dieser von seiner Vertrauten Vera beschatten. Wöhler gelingt es, zu einer der Tänzerinnen Kontakt herzustellen. Von ihr erfährt er, dass die meisten der Mädchen nichts davon ahnen, was mit Cilly passiert ist und wozu sie von Sabri geködert worden sind.
Wöhlers Illustriertenbericht erregt Aufsehen. Daraufhin wollen Sabri und seine Bande den Reporter kaltstellen. Sie schieben ihm den Mord an einem Polizisten in die Schuhe. Nun überstürzen sich die Ereignisse: Nach seiner Verhaftung gelingt Wöhler zwar die Flucht, jedoch wird er kurz darauf von den Gaunern auf die Jacht von Monsieur Alexandre, dem Boss der Mädchenhändlerbande, verschleppt. Der wiederum taucht wenig später im „Alhambra“ auf; aber keinem ist bewusst, dass er im Hintergrund die Fäden zieht.
Vera ist in Wirklichkeit eine Interpol-Agentin. Sie sorgt dafür, dass Sabri steckbrieflich gesucht wird. Weil Alexandre der Agentin nicht traut, lädt er sie zu einer Party auf seine Jacht ein. Dort soll sie unschädlich gemacht und alle Spuren verwischt werden. Vera schafft es gerade noch, einen Funkspruch abzugeben. Mit Hilfe eines Hubschraubers und eines Polizeikreuzers kann die Bande schließlich dingfest gemacht werden.

## Ergänzungen
Die Aufnahmen entstanden in den Ateliers der CCC-Film. Die Bauten wurden von den Filmarchitekten Hans Luigi und Gerhard Ladner entworfen. Elisabeth Daum war für die Kostüme zuständig. Die Uraufführung erfolgte am 30. Oktober 1958 in den Regina-Lichtspielen Hannover.

## Kritik
„Kriminalabenteuer in «verruchtem» Milieu – biederer, als der spekulative Titel vermuten läßt.“

## Quelle
- Programm zum Film: Illustrierte Film-Bühne, erschienen im Verlag Vereinigte Verlagsgesellschaften Franke & Co., München, Nummer 4548